# Afromelanichneumon capicola
Afromelanichneumon capicola là một loài tò vò trong họ Ichneumonidae.